# Devin Searcy
Devin Searcy, né le 25 août 1989 à Romulus, dans le Michigan, est un joueur américain de basket-ball, évoluant au poste d'ailier fort.

## Carrière
Searcy passe ses années universitaires à Dayton où il joue pour les Flyers.
Durant la saison 2011-2012, il joue au Japon chez les Toyama Grouses (en).
Durant la présaison 2012, il joue avec les Sixers de Philadelphie mais il n'est pas conservé pour entamer la saison NBA 2012-2013.
Le 14 novembre 2012, il signe en Russie, au Triumph Lyubertsy.
Le 9 juillet 2015, Searcy signe en France au Rouen Métropole Basket en Pro A. Le 12 novembre 2015, Searcy quitte Rouen et retourne en Allemagne où il signe avec Würzburg.

## Statistiques

### Universitaires
Les statistiques en matchs universitaires de Devin Searcy sont les suivants :
| Année     | Équipe | Matches | Titul. | Min./m. | %tir | %3pts | %l-f | rbds/m. | pass/m. | int/m. | ctr/m. | pts/m. |
| --------- | ------ | ------- | ------ | ------- | ---- | ----- | ---- | ------- | ------- | ------ | ------ | ------ |
| 2007-2008 | Dayton | 25      | 0      | 6,6     | 39,1 | 0,0   | 58,3 | 1,24    | 0,08    | 0,20   | 0,16   | 1,00   |
| 2008-2009 | Dayton | 32      | 1      | 11,8    | 49,3 | 0,0   | 60,6 | 2,38    | 0,41    | 0,22   | 0,31   | 2,75   |
| 2009-2010 | Dayton | 37      | 4      | 14,1    | 58,9 | 0,0   | 58,5 | 2,81    | 0,30    | 0,35   | 0,38   | 3,86   |
| 2010-2011 | Dayton | 36      | 23     | 15,0    | 47,9 | 0,0   | 87,5 | 3,94    | 0,36    | 0,25   | 0,14   | 3,69   |
| Total     |        | 130     | 28     | 12,4    | 51,0 | 0,0   | 64,8 | 2,72    | 0,30    | 0,26   | 0,25   | 2,99   |

### Professionnels
| Année     | Équipe                 | Matches | Titul. | Min./m. | %tir | %3pts | %l-f  | rbds/m. | pass/m. | int/m. | ctr/m. | pts/m. |
| --------- | ---------------------- | ------- | ------ | ------- | ---- | ----- | ----- | ------- | ------- | ------ | ------ | ------ |
| 2011-2012 | Toyama Grouses (en)    |         |        |         |      |       |       |         |         |        |        |        |
| 2012-2013 | Triumph Lyubertsy      | 11      | 10     | 10,0    | 48,8 | 0,0   | 25,0  | 3,09    | 0,00    | 0,18   | 0,09   | 3,73   |
| 2013-2014 | Eisbären Bremerhaven   | 32      | 1      | 24,5    | 53,4 | 0,0   | 65,8  | 6,75    | 0,50    | 0,72   | 0,75   | 9,97   |
| 2014-2015 | Eisbären Bremerhaven   | 33      | 17     | 27,2    | 54,4 | 0,0   | 66,7  | 8,21    | 0,82    | 0,70   | 0,36   | 11,94  |
| 2015-2016 | Rouen Métropole Basket | 6       | 1      | 20,8    | 54,8 | 0,0   | 100,0 | 5,17    | 0,17    | 0,33   | 0,50   | 6,50   |
| 2015-2016 | S.Oliver Baskets       | 1       | 0      | 12,1    | 0,0  | 0,0   | 0,0   | 2,00    | 1,00    | 0,00   | 0,00   | 0,00   |

## Palmarès
- Vainqueur du NIT en 2010